# Фаусто Будицин
Фаусто Будицин (хорв. Fausto Budicin; 1 травня 1981, Пула, Югославія) — хорватський футболіст і тренер.

## Клубна кар'єра
Вихованець футбольного клубу «Ровінь».
У дорослому футболі дебютував 1999 року виступами за команду клубу «Істра».
Влітку 2002 переходить до словенської команди «Олімпія», де за три сезони провів 70 матчів. 
Відігравши лише одинадцять матчів у складі австрійського клубу «Пашинг» у 2005 повертається до Хорватії, де уклав угоду з «Рієкою». У складі клубу з Рієки Фаусто відіграв шість сезонів. За цей час один сезон на правах оренди відіграв за «Пулу».
З 2011 по 2014 захищав кольори клубу Істра 1961.
Відігравши два роки за другий склад клубу «Рієки»-2 завершив ігрову кар'єру.

## Виступи за збірні
У складі юнацької та молодіжної збірних Хорватії відіграв загалом чотири гри.

## Тренерська кар'єра
З 2016 по 2019 очолював футбольну команду «Рієка» U15.
30 березня 2019 очолив клуб Орієнт 1919, який за підсумками сезону вийшов до плей-оф за право виступати у вищому дивізіоні чемпіонату Хорватії.
У 2020 році очолив команду Істра 1961.
У 2022 році очолював тренерський штаб клубу «Рієка».

## Статистика

### Гравця
| Клуб     | Клуб              | Клуб                | Ліга | Ліга | Кубок | Кубок | Кубок ліги | Кубок ліги | Континентальні | Континентальні | Разом | Разом |
| Сезон    | Клуб              | Ліга                | Ігри | Голи | Ігри  | Голи  | Ігри       | Голи       | Ігри           | Голи           | Ігри  | Голи  |
| Хорватія | Хорватія          | Хорватія            | Ліга | Ліга | КХ    | КХ    | СКХ        | СКХ        | Європа         | Європа         | Разом | Разом |
| -------- | ----------------- | ------------------- | ---- | ---- | ----- | ----- | ---------- | ---------- | -------------- | -------------- | ----- | ----- |
| 1999-00  | Істра             | Перша ХФЛ           | 0    | 0    | –     | –     | –          | –          | –              | –              | 0     | 0     |
| 2000-01  | Істра             | Друга ХФЛ - Південь | –    | –    | –     | –     | –          | –          | –              | –              | –     | –     |
| 2000-01  | Істра             | Друга ХФЛ - Південь | –    | –    | –     | –     | –          | –          | –              | –              | –     | –     |
| Словенія | Словенія          | Словенія            | Ліга | Ліга | КС    | КС    | СКС        | СКС        | Європа         | Європа         | Разом | Разом |
| 2002-03  | Олімпія (Любляна) | 1 ФЛС               | 23   | 1    | 6     | 0     | –          | –          | –              | –              | 29    | 1     |
| 2003-04  | Олімпія (Любляна) | 1 ФЛС               | 31   | 5    | 1     | 0     | –          | –          | 2              | 0              | 32    | 5     |
| 2004-05  | Олімпія (Любляна) | 1 ФЛС               | 16   | 1    | 2     | 0     | –          | –          | –              | –              | 18    | 1     |
| Австрія  | Австрія           | Австрія             | Ліга | Ліга | КА    | КА    | СКА        | СКА        | Європа         | Європа         | Разом | Разом |
| 2004-05  | Пашинг            | Бундесліга          | 11   | 0    | 1     | 0     | –          | –          | –              | –              | 12    | 0     |
| Хорватія | Хорватія          | Хорватія            | Ліга | Ліга | КХ    | КХ    | СКХ        | СКХ        | Європа         | Європа         | Разом | Разом |
| 2005-06  | Рієка             | Перша ХФЛ           | 10   | 0    | 0     | 0     | 1          | 0          | 0              | 0              | 11    | 0     |
| 2006-07  | Пула              | Перша ХФЛ           | 14   | 1    | 0     | 0     | –          | –          | –              | –              | 11    | 0     |
| 2006-07  | Рієка             | Перша ХФЛ           | 13   | 2    | 2     | 0     | –          | –          | –              | –              | 15    | 2     |
| 2007-08  | Рієка             | Перша ХФЛ           | 32   | 1    | 2     | 0     | –          | –          | –              | –              | 33    | 1     |
| 2008-09  | Рієка             | Перша ХФЛ           | 25   | 3    | 4     | 0     | –          | –          | 2              | 0              | 31    | 3     |
| 2009-10  | Рієка             | Перша ХФЛ           | 27   | 2    | 2     | 0     | –          | –          | 4              | 0              | 32    | 2     |
| 2010-11  | Рієка             | Перша ХФЛ           | 30   | 2    | 4     | 0     | –          | –          | –              | –              | 34    | 2     |
| 2011-12  | Істра 1961        | Перша ХФЛ           | 14   | 0    | 1     | 0     | –          | –          | –              | –              | 15    | 0     |
| 2012-13  | Істра 1961        | Перша ХФЛ           | 30   | 1    | 1     | 0     | –          | –          | –              | –              | 31    | 1     |
| 2013-14  | Істра 1961        | Перша ХФЛ           | 31   | 1    | 4     | 0     | –          | –          | –              | –              | 35    | 1     |
| 2014-15  | Рієка             | Перша ХФЛ           | 0    | 0    | 1     | 0     | 0          | 0          | 0              | 0              | 1     | 0     |
| 2014-15  | Рієка II          | Третя ХФЛ - Захід   | 27   | 1    | –     | –     | –          | –          | –              | –              | 27    | 1     |
| 2015-16  | Рієка II          | Третя ХФЛ - Захід   | 26   | 1    | –     | –     | –          | –          | –              | –              | 26    | 0     |
| Разом    | Хорватія          | Хорватія            | 265  | 15   | 21    | 0     | 1          | 0          | 6              | 0              | 293   | 15    |
| Разом    | Словенія          | Словенія            | 70   | 7    | 9     | 0     | 0          | 0          | 2              | 0              | 81    | 7     |
| Разом    | Австрія           | Австрія             | 11   | 0    | 1     | 0     | 0          | 0          | 0              | 0              | 12    | 0     |
| Разом    | Всього за кар'єру | Всього за кар'єру   | 346  | 22   | 31    | 0     | 1          | 0          | 8              | 0              | 386   | 22    |

### Тренера
| Клуб        | Початок роботи  | Кінець роботи  | Результати | Результати | Результати | Результати | Результати | Результати | Результати | Результати |
| Клуб        | Початок роботи  | Кінець роботи  | І          | В          | Н          | П          | ЗМ         | ПМ         | РМ         | П %        |
| ----------- | --------------- | -------------- | ---------- | ---------- | ---------- | ---------- | ---------- | ---------- | ---------- | ---------- |
| Орієнт 1919 | 30 березня 2019 | 26 серпня 2020 | 22         | 10         | 7          | 5          | 27         | 26         | +1         | 45,45      |
| Істра 1961  | 26 серпня 2020  | 12 лютого 2021 | 18         | 4          | 4          | 10         | 1          | 2          | −1         | 22,22      |
| Рієка       | 20 червня 2022  | 5 вересня 2022 | 9          | 1          | 2          | 6          | 6          | 12         | −6         | 11,11      |
| Разом       | Разом           | Разом          | 49         | 15         | 13         | 21         | 34         | 40         | —          | 30,61      |

## Досягнення
Олімпія
- Кубок Словенії: 2002-03

Рієка
- Кубок Хорватії: 2005-06